# Franciszek Sput
Franciszek Sput (ur. 2 grudnia 1948 w Mysłowicach) – piłkarz grający na pozycji bramkarza.
Zawodnik klubów: Górnik 09 Mysłowice oraz GKS Katowice (w latach 1965-1986). Łącznie w GKS Katowice rozegrał ponad 500 meczów w tym m.in. dwa z FC Barcelona w Pucharze Miast Targowych w 1970. Jego rekord to 947 minut bez straty gola. Oficjalnie pożegnany 1 maja 1986 w Chorzowie po zwycięskim finale Pucharu Polski z Górnikiem Zabrze (Franciszek Sput był rezerwowym w tym meczu). Po zakończeniu kariery był m.in. trenerem w CKS Czeladź. W 2014 nominowany do Złotej Jedenastki na jubileusz 50-lecia klubu (obok Piotra Czaji, Janusza Jojki i Jarosława Tkocza).